# Naineris setosa
Naineris setosa är en ringmaskart som först beskrevs av Addison Emery Verrill 1900.  Naineris setosa ingår i släktet Naineris och familjen Orbiniidae. Inga underarter finns listade i Catalogue of Life.